# Aalto-yliopisto (métro d'Helsinki)
Aalto-yliopisto (en finnois : Aalto-yliopisto et en suédois : Aalto-universitetet) est une station du tronçon commun aux lignes M1 et M2 du métro d'Helsinki. Elle dessert le quartier d'Otaniemi dans le district Suur-Tapiola de la municipalité d'Espoo, près d'Helsinki en Finlande.
Mise en service en 2017, elle dessert l'Université technologique d'Helsinki.

## Situation sur le réseau

Plan du métro.

Établie en souterrain, Aalto-yliopisto est une station de passage, située sur la section commune aux ligne M1 et M2, entre la station Tapiola, terminus ouest M2 et en direction du  terminus ouest M1 Matinkylä, et la station Keilaniemi, en direction, de Mellunmäki terminus de la branche est M2, et Vuosaari terminus de la branche est M1.
Elle dispose d'un quai central encadré par les deux voies de la ligne.

## Histoire
La station Aalto-yliopisto est mise en service le 18 novembre 2017, lors de l'ouverture à l'exploitation du prolongement de Ruoholahti à Matinkylä. Elle est conçue par le cabinet Arkkitehtitoimisto ALA et Esa Piironen Oy.

## Services aux voyageurs

### Accès et accueil
Elle dispose de deux accès, le principal est au 12 Otaniementie et le secondaire au 4 Tietotie, reliés à chaque extrémités du quai de la station en passant par un niveau souterrain intermédiaire. Ils sont accessibles aux personnes à la mobilité réduite,.

Installations
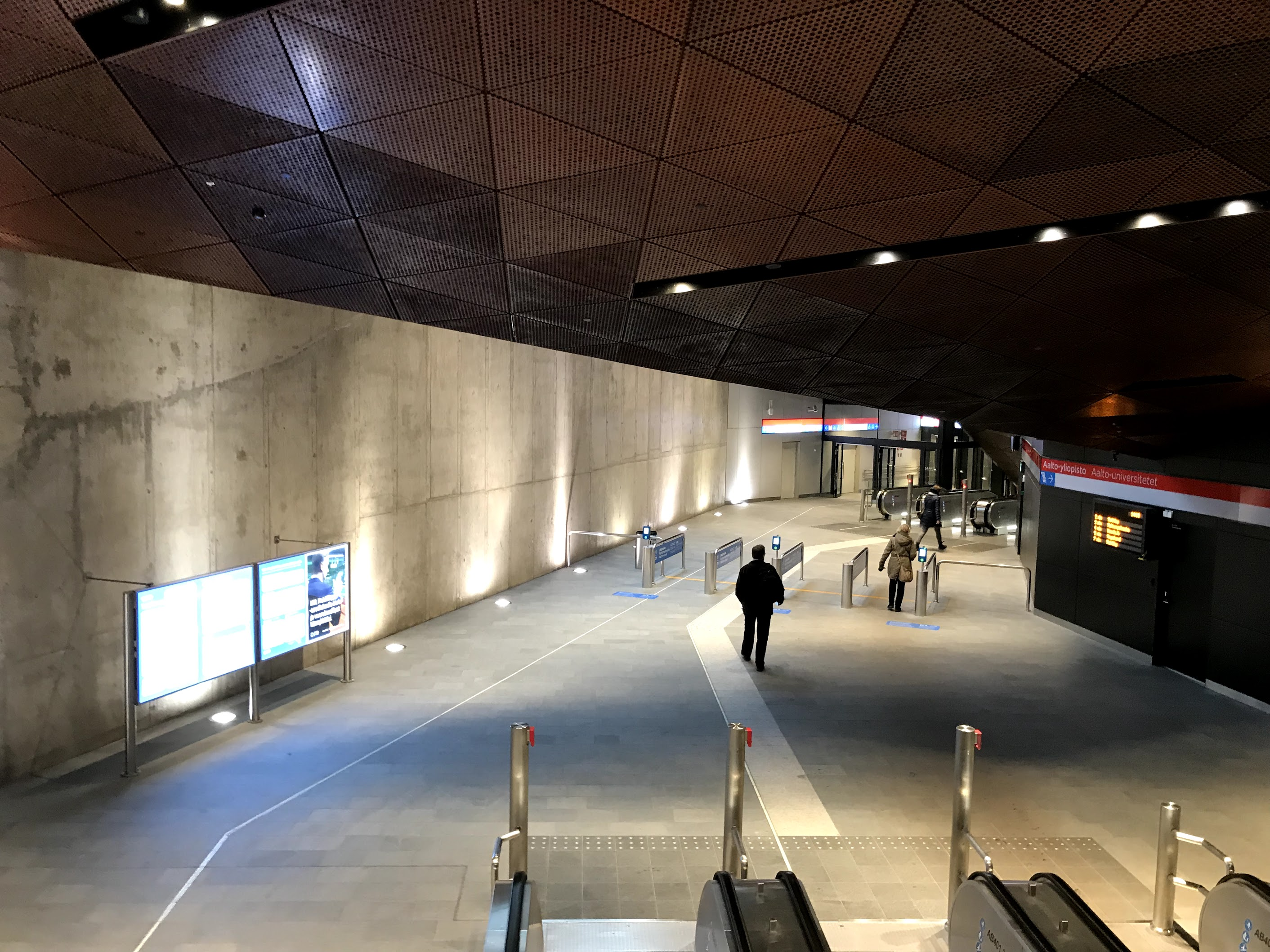
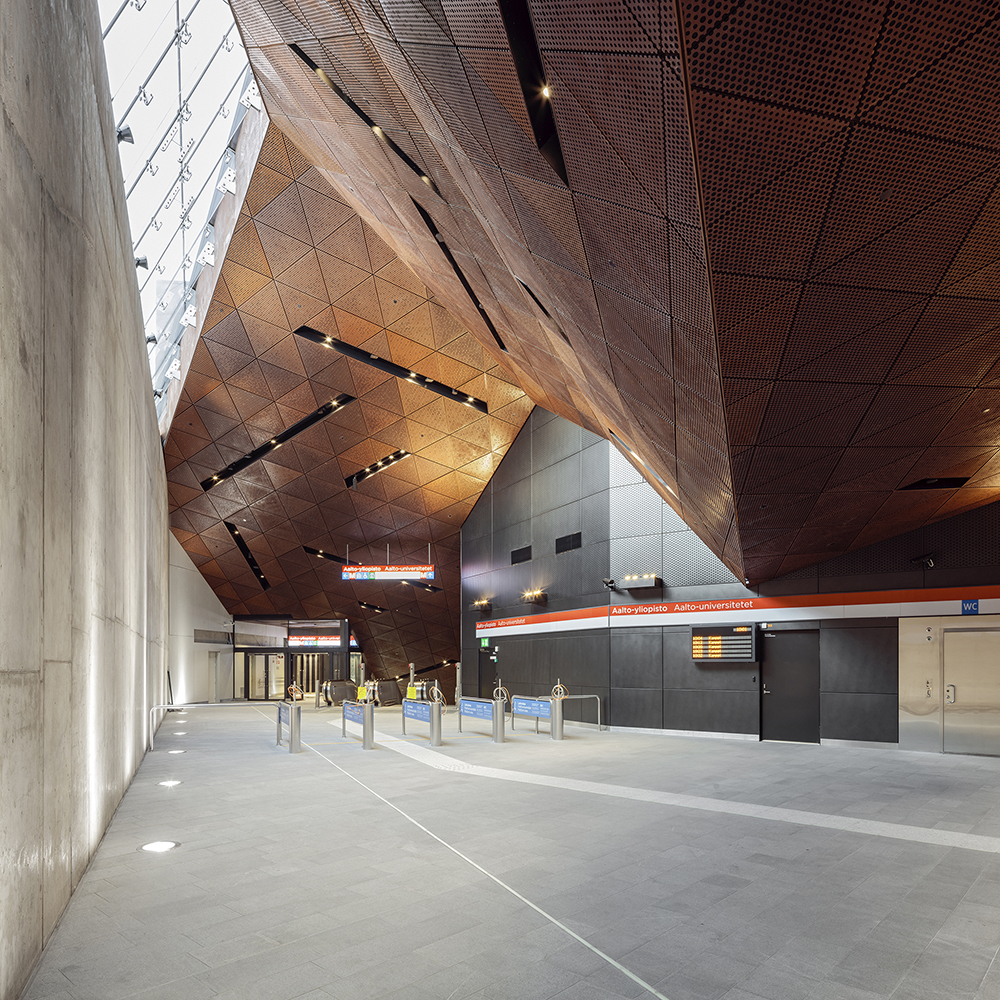
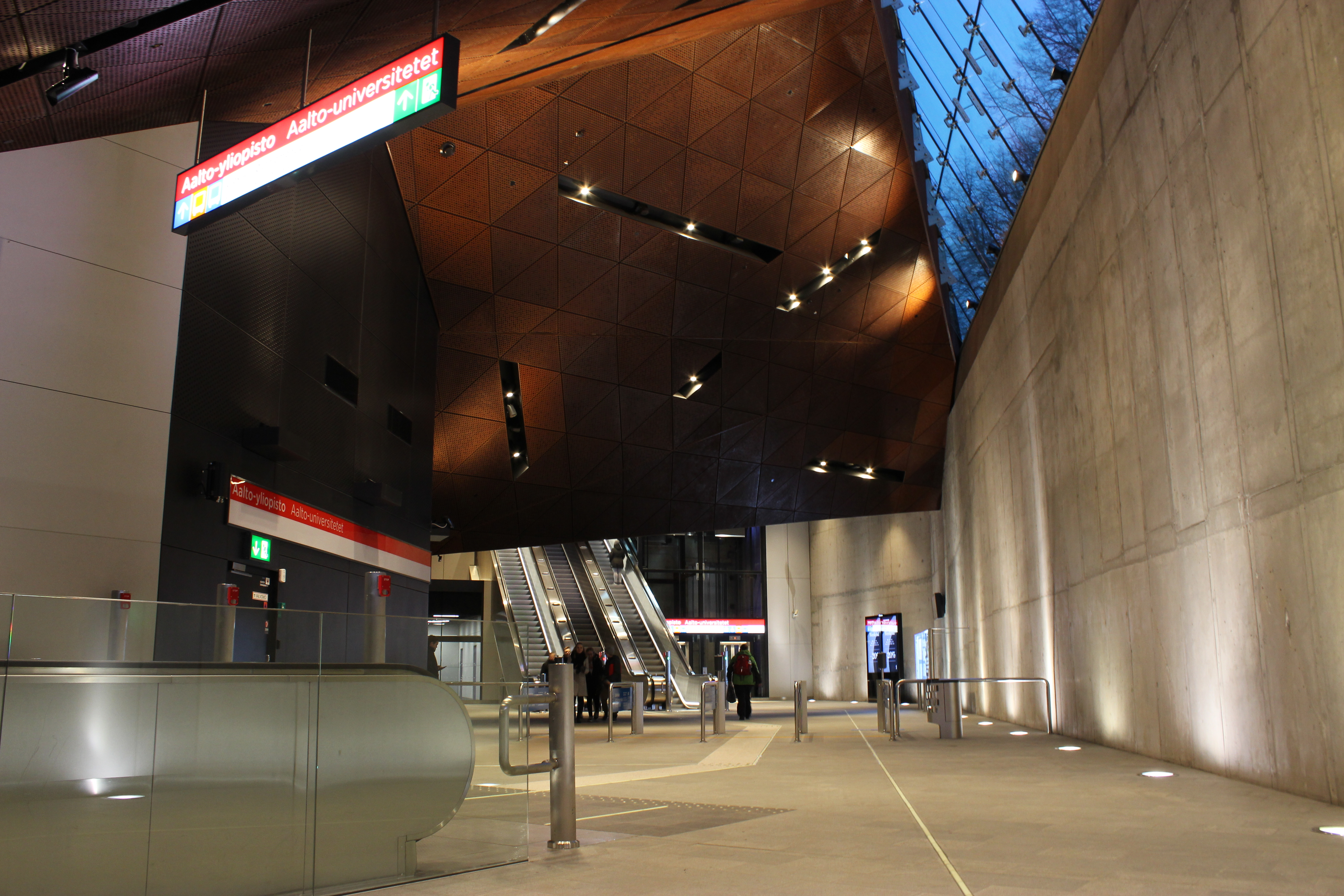

### Desserte
Aalto-yliopisto est desservie par toutes les rames de métro, avec une alternance entre les lignes M1 et M2, comme toutes les stations du tronçon commun.

Installations et desserte
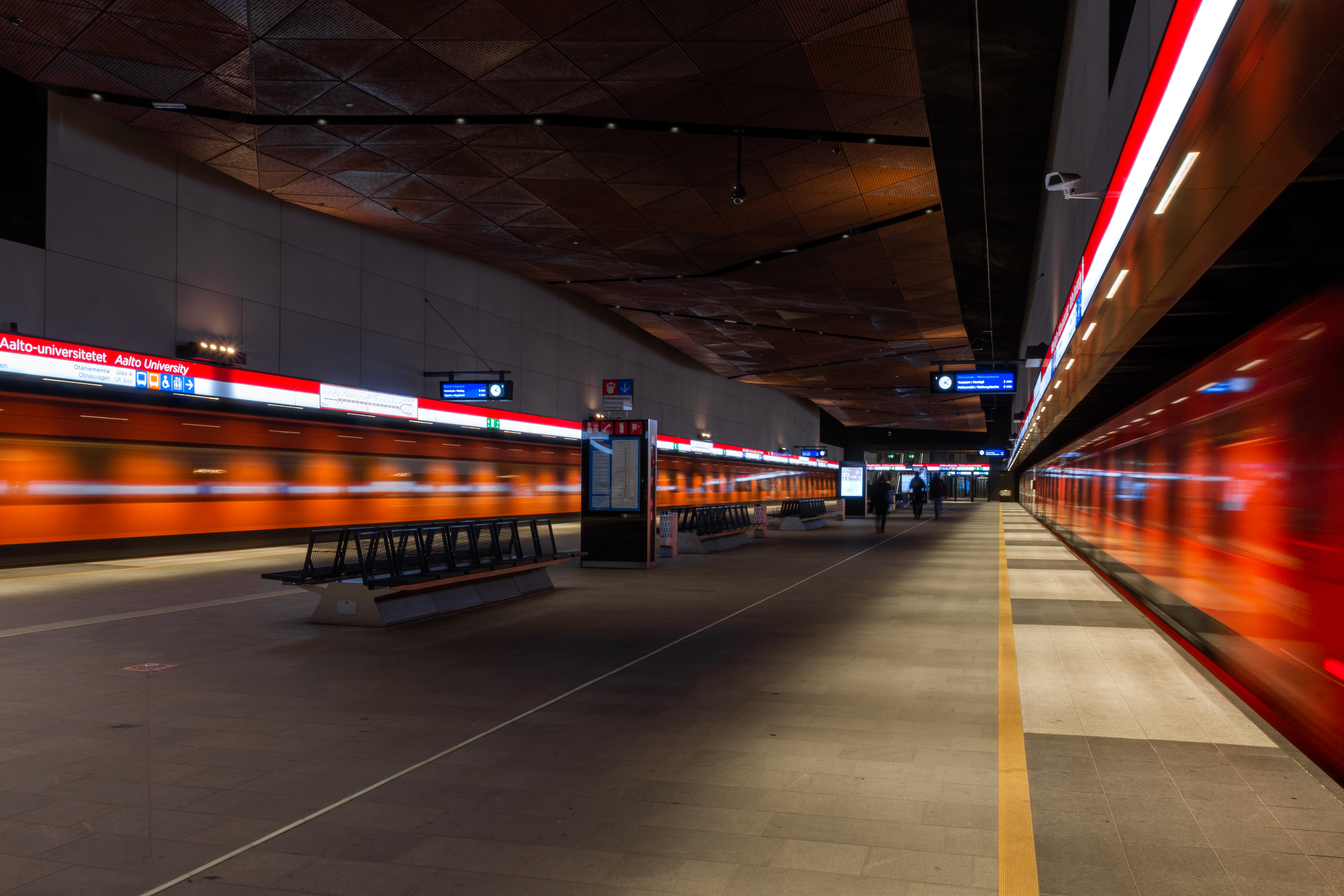
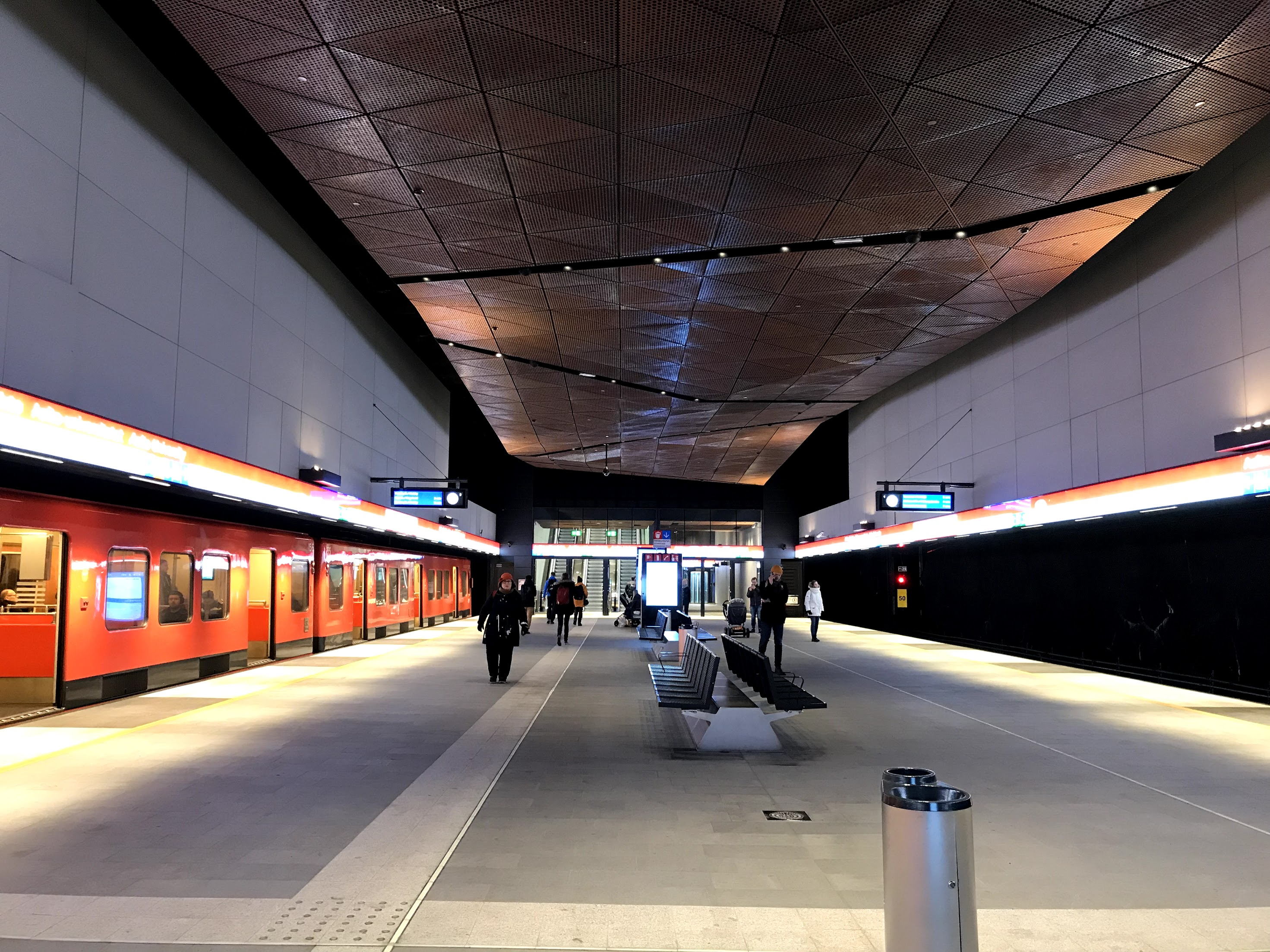
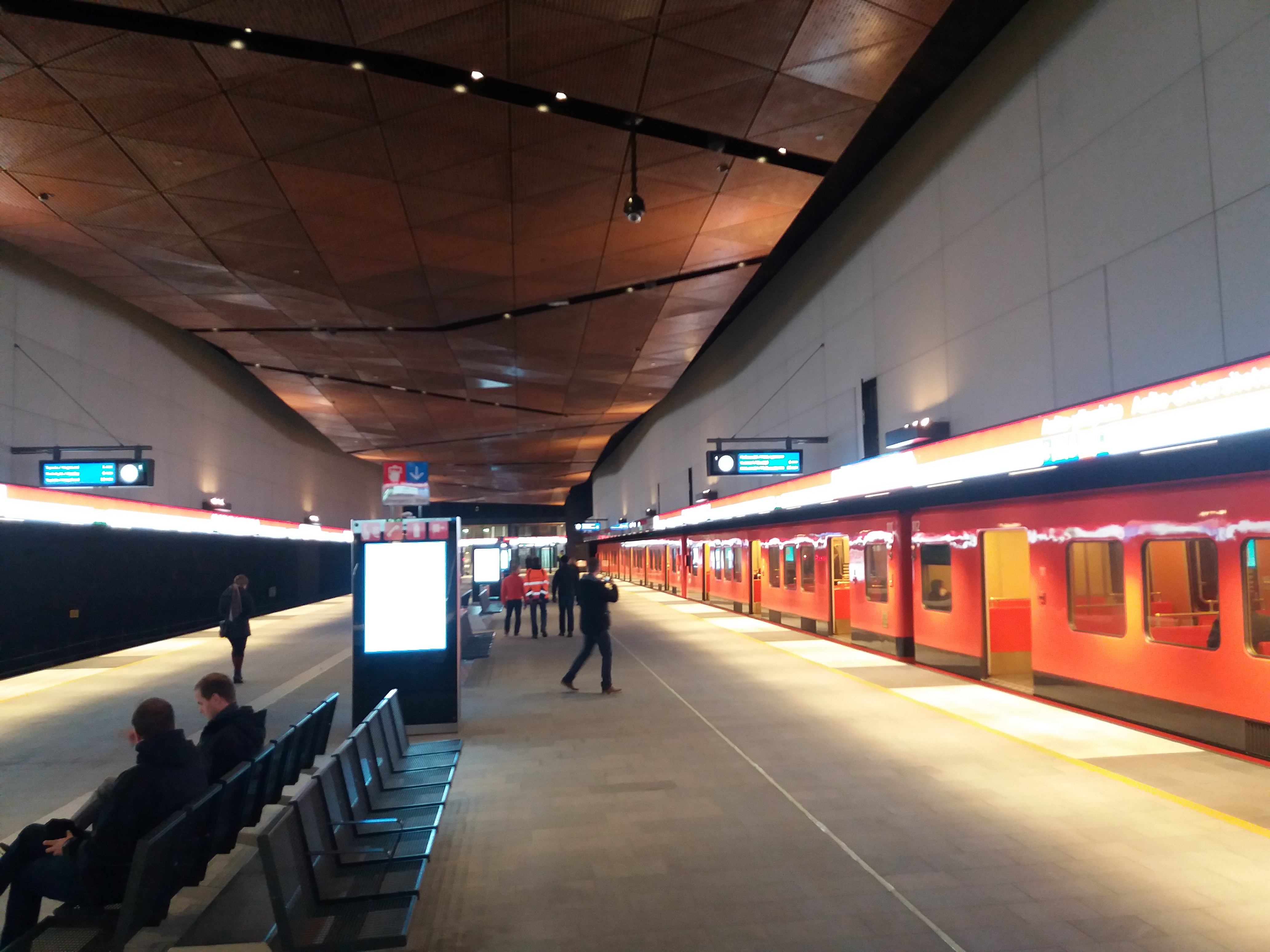

## À proximité
L'accès principal de la station est directement relié au campus universitaire technologique d'Helsinki.